# Афричка видра без канџи
Афричка видра без канџи (лат. Aonyx capensis) је врста сисара из породице куна (Mustelidae), широко распрострањена у етиопској зоогеографској области.

## Распрострањење
Ареал афричке видре без канџи обухвата већи број држава у Африци.
Присутна је у следећим државама: Судан, Мали, Етиопија, Јужноафричка Република, Руанда, Сенегал, Уганда, Нигер, Нигерија, Камерун, Замбија, Зимбабве, Ангола, Кенија, Танзанија, Бенин, Боцвана, Буркина Фасо, Чад, Обала Слоноваче, Еритреја, Гана, Гвинеја, Гвинеја Бисао, Лесото, Либерија, Малави, Намибија, Сијера Леоне и Свазиленд.

## Станиште
Станишта врсте су шуме, мочварна и плавна подручја, морски екосистеми, речни екосистеми, слатководна подручја и пустиње.

## Угроженост
Ова врста је наведена као скоро угрожена, афричка видра без канџи има широко распрострањење и честа је врста.